# جيبي
جزيرة جيبي (بالإندونيسية: Pulau Gebe)‏ هي جزيرة إندونيسية تقع ضمن جزر الملوك وبالتحديد في مقاطعة مالوكو الشمالية، وتقع على خط الإستواء.
خلال عام 2015، قامت شركة طيران سوسي بتسيير رحلات من مطار باب الله في ترناتي إلى الجزيرة، بواسطة طيارات سيسنا 208 كارافان التي يمكنها نقل 12 مسافرا.